# The Five Keys
A The Five Keys egy amerikai rhythm and blues énekegyüttes volt, akik az 1950-es években jelentős szerepet játszottak e műfaj a kialakításában.

## Történet
Az együttes „Sentimental Four” néven alakult meg Newport News-ban, Virginia államban az 1940-es évek végén. Az együttes kezdetben két testvérpárból állt – Rudy Westből és Bernie Westből, valamint Ripley Ingramból és Raphael Ingramból. Raphael Ingram 1949-ben kilépett, Maryland Pierce és Thomas „Dickie” Threatt lettek helyettük az új tagok. Ekkor lett a nevük The Five Keys.
1951-ben leszerződtek az Aladdin Records-hoz. 1952-ben Rudy West belépett az Egyesült Államok hadseregébe, akit Ulysses K. Hicks váltott fel. Amikor Hicks 1955-ben Bostonban váratlanul egy szívrohamban meghalt, Rudy West visszatért az együttesbe. 1954-ben Dickie Smith távozott, és Ramon Loper váltotta fel. Ekkor a Five Keys aláírt a Capitol Recordshoz, és népszerűsége is megnőtt.
A Five Keys turnézott a világ minden táján, még Izlandot is.
Az együttes 2002-ben belekerült a Vocal Group Hall of Fame-be.

## Albumok
- The Best of the Five Keys (1956)
- The Five Keys on the Town (1957)
- The Five Keys on Stage (1957)
- The Five Keys (1960)
- Rhythm and Blues Hits Past and Present (1960)
- The Fantastic Five Keys (1962)

### Tagok
(idővel cserélődve):
Rudy West, Bernie West, Dickie Smith, Dickie Threat, Gene Moore, Maryland Pierce, Ramon Loper, Raphael Ingram, Ripley Ingram, Ulysses K. Hicks.

## Díjak
- 2002: Vocal Group Hall of Fame